# カトリック浦頭教会
カトリック浦頭教会（カトリックうらがしらきょうかい）は、長崎県五島市（旧福江市）にある、キリスト教（カトリック）の聖堂。

## 解説[1]
1888年に最初の聖堂が建ち、1921年に2代目聖堂が、さらに1950年に増改築され、1968年、集落の高台である現在地に現聖堂が建てられた。現聖堂はノアの方舟をイメージして建設されている。五島宣教の中心だった堂崎教会の老朽化や、交通機関の変化も伴い、浦頭が一帯の中心の教会となっており、主任司祭も当教会に常駐しながら堂崎をはじめ宮原教会や半泊教会にも巡回してミサを捧げる。